# Újezd (Zlín)
Újezd (in tedesco Augezd) è un comune della Repubblica Ceca facente parte del distretto di Zlín, nella regione di Zlín.